# Scarlet Witch
Scarlet Witch (také známá jako Wanda Maximoff) je fiktivní superhrdinka, která se objevuje v amerických komiksech zveřejněných společností Marvel Comics. Spolu se svým dvojčetem Pietrem se Wanda řadí mezi polepšené superpadouchy. Původně spolupracovali s Magnetem a jeho Bratrstvem zlých mutantů, ale poté co byl uvězněn, začali bojovat s ultronem a pak se přidali k Avengers. Wanda ovládá velkou sílu, zvanou magie chaosu. Tato síla ji propůjčuje neomezenou moc, která ji umožňuje např. telekinezi, teleportaci, štíty, magické výstřely nebo tvorbu zcela nového světa nebo totálního chaosu. Její úhlavní nepřítelkyně je Agatha Harknes. V seriálu WandaVision je Agatha Harknes sousedka Wandy a Visiona. A objevila se v seriálu Co kdyby…? jako zombie Wanda Maximoff.

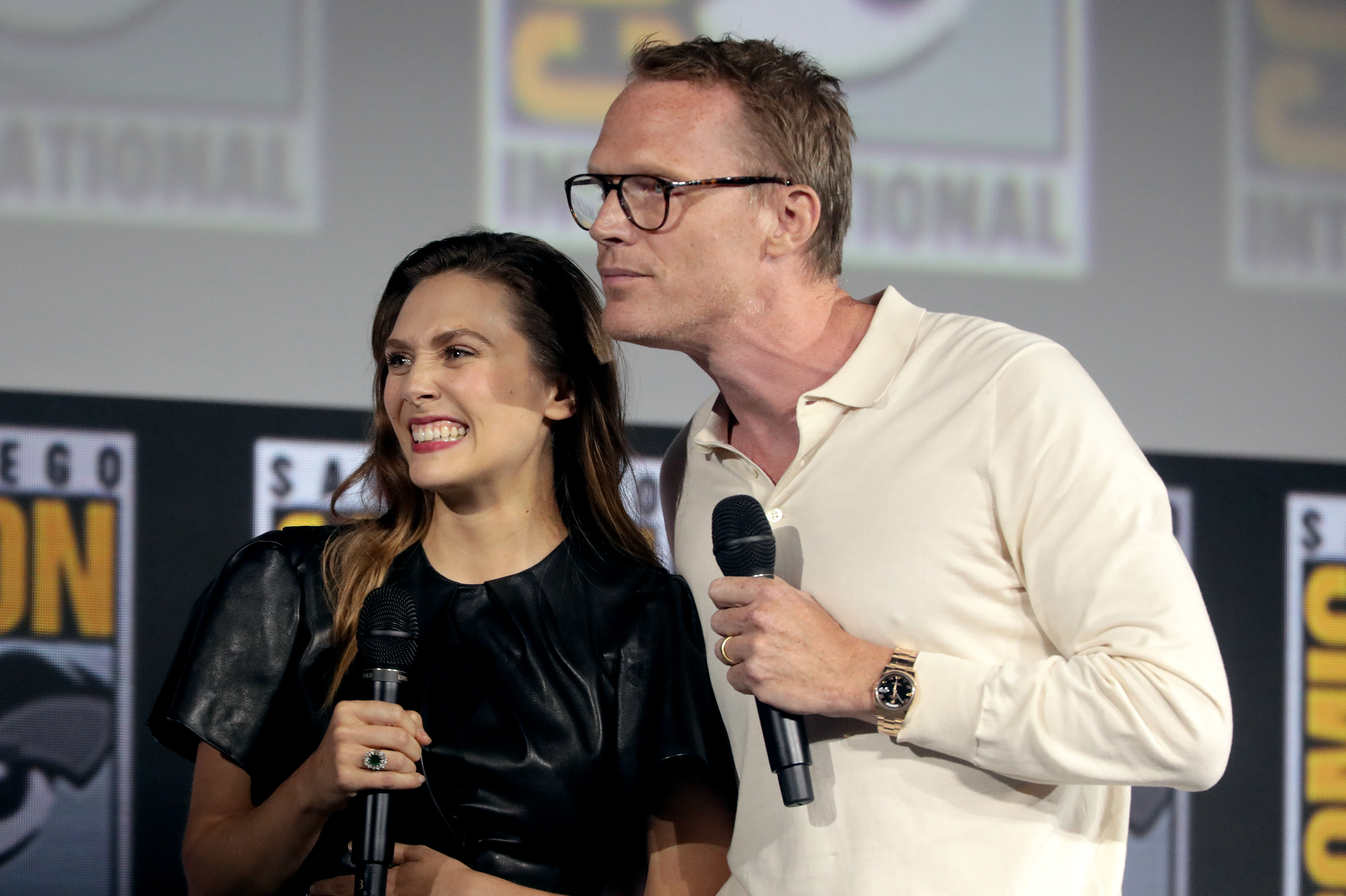

## Marvel Cinematic Universe
V Marvel Cinematic Universe Scarlet Witch ztvárnila Elizabeth Olsen.
- 2014 – Captain America: Návrat prvního Avengera
- 2015 – Avengers: Age of Ultron
- 2016 – Captain America: Občanská válka
- 2018 – Avengers: Infinity War
- 2019 – Avengers: Endgame
- 2021 – WandaVision
- 2021 – Co kdyby…?
- 2022 – Doctor Strange v mnohovesmíru šílenství